# Carl Schuhmann
Carl Schuhmann o Karl Schuhmann (Münster, Imperi Alemany 1869 - Berlín Est, República Democràtica Alemanya 1946) fou un esportista alemany, que destacà en gimnàstica i lluita als Jocs Olímpics d'Estiu de 1896.

## Biografia
Va néixer el 12 de maig de 1869 a la ciutat de Münster, població situada a l'actual estat de Rin del Nord-Westfàlia, que en aquells moments estava situada a l'Imperi Alemany i que avui en dia es troba a Alemanya.
Va morir el 24 de març de 1946 al districte de Charlottenburg, situat en aquells moments a la ciutat de Berlín Est (República Democràtica Alemanya), que avui en dia es troba integrat dins la ciutat de Berlín.

## Carrera esportiva
Va participar, als 26 anys, en quatre esports diferents en els Jocs Olímpics d'Estiu de 1896 realitzats a Atenes (Grècia): gimnàstica, lluita, halterofília i atletisme.
En la competició de gimnàstica aconseguí guanyar la medalla d'or en les proves de barra fixa per equips i barres paral·leles per equip, així com la prova de salt a cavall individual. A més de les medalles obtingudes en aquestes proves participà en el concurs de barres paral·leles, barra fixa, cavall amb arcs i anelles sense obtenir cap medalla.
En la competició de lluita participà en la categoria open de la lluita grecoromana, aconseguint guanyar la medalla d'or per davant de dos lluitadors grecs.
En la competició d'halterofília aconseguí aixecar 90 quilos en la prova d'aixecament amb dos braços, finalitzant en quarta posició.
En la competició d'atletisme participà en les proves de salt de longitud, en la qual arribà a la final; triple salt, on finalitzà cinquè i llançament de pes, on també aconseguí arribà a la final, però quedà en les últimes posicions.